# 威廉·莫利紐茲
威廉·莫利紐茲（英語：William Molyneux，1656年4月17日—1698年10月11日），生於愛爾蘭都柏林，愛爾蘭自然哲學家與政論家。他是约翰·洛克的好友，曾對他提出莫利紐茲問題（Molyneux's question）。

## 生平
他的父親名為撒母耳·莫利紐茲（Samuel Molyneux, 1616年–1693年），是一名地主與律師，他們家族在其祖父時由加萊搬至都柏林。母親名安妮·道達爾（Anne Dowdall）。家中生有五個小孩，威廉·莫利紐茲排行第二，他們全家信仰聖公宗。
1671年，就讀都柏林圣三一大学，期間對科學革命產生濃厚興趣。在取得藝術碩士學位後，在1675年至1678年間，他至英國倫敦學習法律。
1678年與露西·東維爾（Lucy Domville）結婚。兩人生有三個小孩，但只有撒母耳·莫利紐茲（Samuel Molyneux）長大成人。